# 50 كيلومترا مشي
50 كيلومتر مشي سباق يقام على الطريق، وينتهي في الملعب، وهذا السباق محكوم بقانون بسيط ينظمه، وهذه المسافة خاصة بالرجال، دخل هذا السباق للألعاب الأولمبية منذ عام 1956، وتم تعريف رياضة المشي بوجوب التقدم بخطوات مع المحافظة على أن لا ينقطع الاتصال بالأرض، ويجب في كل خطوة أن تكون القدم المتقدمة للمتسابق قد لامست الأرض قبل أن تغادر القدم الخلفية الأرض.
في الألعاب الأولمبية وكذلك في السباقات الدولية الكبرى يتم ترتيب السباق 50 كيلومتر مشي بحيث يضمن وصول أول متنافس عند غروب الشمس تقريبا حتى يمكن له التمتع بأفضل حال.

## الأرقام القياسية حسب القارات
| القارة          | التوقيت | العداء          | الجنسية   | التاريخ        | المكان       |
| --------------- | ------- | --------------- | --------- | -------------- | ------------ |
| أفريقيا         | 3:58.44 | حاتم غولة       | تونس      | 4 مارس 2007    | سانتا إلوريا |
| أمريكا الشمالية | 3:41.20 | راول غونزاليس   | المكسيك   | 11 يونيو 1978  | نانجينغ      |
| أمريكا الجنوبية | 3:52.07 | غزافيي مورينو   | الإكوادور | 28 يوليو 2007  | ريو ديجانيرو |
| آسيا            | 3:36.06 | شاوهونغ يو      | الصين     | 22 أكتوبر 2005 | نانكينغ      |
| أوروبا          | 3:34.14 | دينيس نيجغوردوف | روسيا     | 11 ماي 2008    | تيجبوكسراي   |
| أوقيانوسيا      | 3:35.47 | نتان ديكس       | أستراليا  | 2 ديسمبر 2006  | غييلونغ      |

## وصلات خارجية
- (بالإنجليزية) الأرقام القياسية لمسافة 50 كيلومتر مشي على الموقع الرسمي للإتحاد الدولي لألعاب القوى